# Sistema de irrigación de Dujiangyan

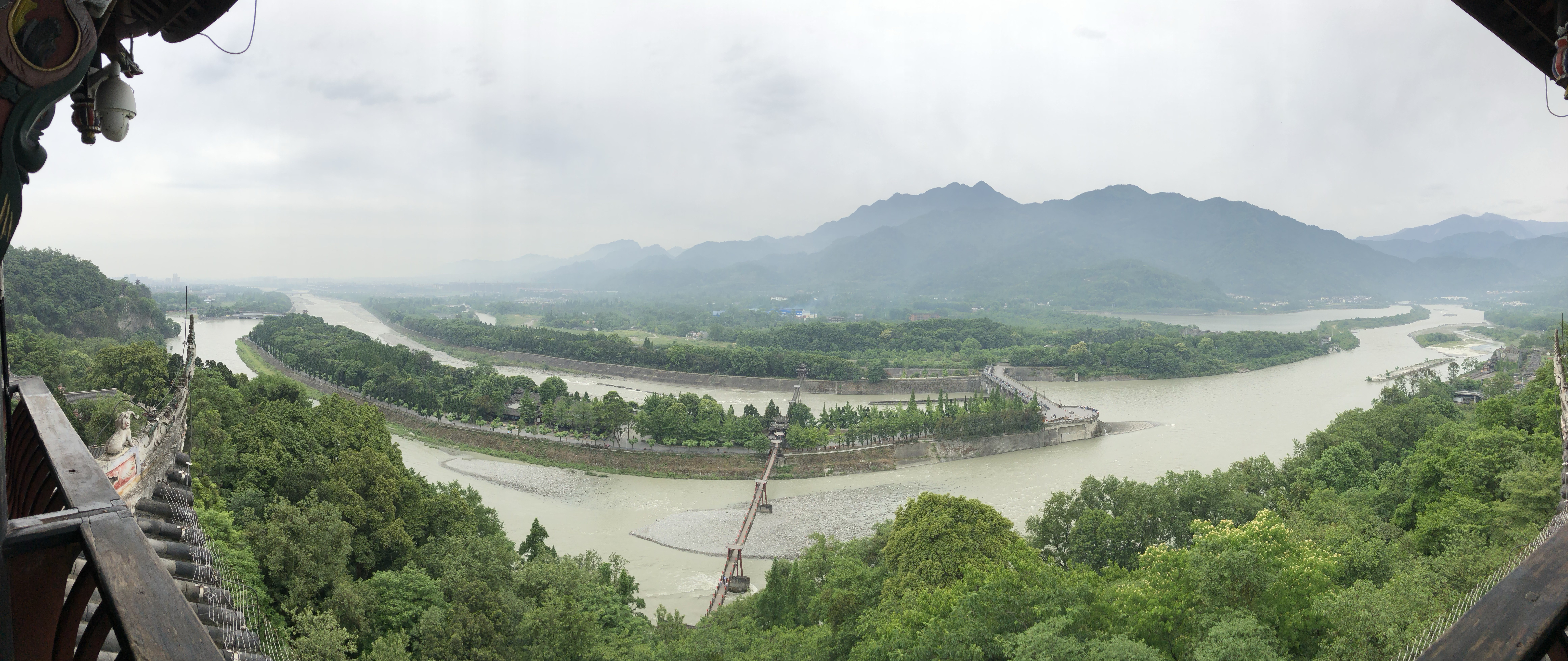
Esclusa de las aguas del río Min.

El Sistema de irrigación de Dujiangyan (en chino tradicional, 都江堰; en chino simplificado, 都江堰; pinyin, Dūjiāngyàn) fue proyectada en el siglo III a. C. por el gobernador Li Bing y su hijo Er Lang, para evitar las inundaciones provocadas por el río Min, e irrigar la planicie de Chengdu. Funciona sin interrupción desde su creación. En la actualidad continúa su desarrollo.
Gracias a una bifurcación del cauce, una parte de las aguas del río Min es derivada hacia un canal que desvía las aguas hacia la planicie de Chengdu. Esta construcción interrumpió las inundaciones anuales causadas por el aumento del caudal del río después de los deshielos.  La construcción del canal de desviación necesitó atravesar una montaña, una realización notable teniendo en cuenta la precariedad de los medios disponibles para la época. Las técnicas utilizadas, fueron el calentamiento con fuego y el enfriamiento con agua repetidos de la roca. Esto permitía la aparición de grietas y fracturas y facilitaba su posterior rotura. En aquella época todavía no se había descubierto la pólvora. Para evitar la acumulación de limo en el sistema de irrigación, se construyó un dique en el centro del río. La base de este dique fue realizada mediante un sistema de  largos gaviones hechos de piedras envueltas en tiras entrelazadas de bambú, inventados  y desarrollados para esta ocasión, que han demostrado su eficacia a lo largo del tiempo.
Conjuntamente con el Monte Qingcheng, fue declarado Patrimonio de la Humanidad por la Unesco en el año 2000.
Otros grandes canales históricos existentes en China son:
- Canal de Lingqu, en la provincia de Guangxi.
- Canal de Zhengguo, en la provincia de Shaanxi.